# Динокрок
Динокрок — фантастичний фільм 2004 року.

## Сюжет
У заповідних землях Австралії корпорація «Джереко» вивчає новітню наукову сенсацію — викопний гібрид динозавра та крокодила, що тероризував планету 100 млн років тому. Щоб зрозуміти причини його стрімкого зростання та величезних розмірів, генетики вирощують живого нащадка прадавнього монстра, але коли голодна тварина виривається на волю, небезпечний експеримент виходить із-під контролю. Динокрок починає безжалісне полювання на своїх творців! Він невловимий під водою та моторний на суші, його улюблена їжа — людське м'ясо, але кілька відважних мешканців заповідника вирішують будь-яким чином зупинити гігантського хижака. У новому «Парку юрського періоду» починається смертельна боротьба в ім'я виживання людства.